# Gabriel Tarde
Gabriel Tarde (s polnim imenom Jean-Gabriel De Tarde), francoski sociolog, kriminolog in socialni psiholog, * 12. marec 1843, Sarlat, Dordogne, Francija, † 13. maj 1904, Pariz, Francija. 
Gabriela Tarda prištevamo med začetnike moderne sociologije, čeprav je njegov pristop k raziskovanju družbene stvarnosti in družbenih sprememb v procesu modernizacije individualno psihološki. Striktno je zavračal Durkheimov makrosociološki pristop, ki je sledil pozitivistični metodologiji raziskovanja družbenih dejstev kot stvari. Tarde se v družbi osredotoči na razmerje med redkoštevilnimi inovativnimi posamezniki in večino, ki jih posnema. V družbi obstaja majhno število izjemnih ustvarjalcev, ki so dejavni na različnih družbenih področjih od znanosti, umetnosti, politike pa vse do kriminalitete in ti ustvarjalci sprožajo nove ideje, izume, dejanja, ki jih kasneje večina zgolj posnema oziroma imitira.  
Nasprotovanje pozitivizmu ga je privedlo tudi v odmeven spor z utemeljiteljem kriminologije Cesarejem Lombrosom, ki je z antropometričnimi metodami dokazoval vzročno povezavo med telesnimi anomalijami in posameznikovim zločinskim vedênjem. Tarde je bil nasprotno prepričan, da ima zločinstvenost predvsem družbene vzroke. Odklone je razlagal s tem, da obstajajo ustvarjalci novih oblik kriminalitete in njihovi posnemovalci.

## Življenje
Gabriel Tarde je bil rojen v finančno stabilni meščanski družini v mestu Sarlat v departmaju Dordogne. Oče mu je umrl, ko je bil star sedem let, zato ga je v nadaljnjo pridobitev izobrazbe usmerila mati. Osnovno klasično izobrazbo je dobil na lokalni jezuitski šoli. Ker je bil šibke telesne konstitucije in zdravja, je večino časa preždel v postelji ob branju knjig.
Po študiju prava v Toulousu in Parizu je dobil službo v domačem mestu, ki jo je opravljal nadaljnjjih šest let do vabila za predavatelja filozofije na Collège de France. Razlog za vabilo je bila polemika z Lombrosom, na podlagi katere je izšlo delo »Primerjalna kriminologija« (La Criminalité Comparée, 1886), s katerim je dosegel preboj v akademskih krogih. Kmalu za prvencem sta izšli prav tako vplivni deli »Filozofija kaznovanja« (La philosophie pénale, 1890) in »Zakoni imitacije« (Les lois de l'imitation, 1890).
Po materini smrti je zapustil rojstni kraj in se trajno nastanil v Parizu. Dobil je službo na ministrstvu za pravosodje, kjer je skrbel za organizacijo statističnih podatkov o kriminaliteti v državi in hkrati vodil katedro za sodobno filozofijo na Collège de France. V svojih preostalih delih je branil svoje socialno psihološko teoretsko izhodišče, zadnji dve leti predvsem v javni polemiki z Durkheimom o vprašanju, kaj povzroča kriminaliteto, iz katere pa je zaradi individualističnega pristopa k raziskovanju družbene stvarnosti izšel kot poraženec. Zadnje delo »Fragment d'histoire future« (1904) je nekoliko netipično, saj gre za znanstvenofantastično novelo o prihodnosti človeštva v post-apokaliptičnem svetu, ki ga prekriva led in se je preživelo človeštvo umaknilo pod zemljo.
Umrl je leta 1904 v Parizu. V zakonu so se mu rodili tri otroci. Tarde v Franciji ni zapustil intelektualnega nasledstva, razen nekaterih kriminologov. Ponovno je postal aktualen šele po drugi svetovni vojni.

## Teorija imitacije
Gabriel Tarde je poskušal že svoje izkušnje z delom kot sodnik v svojem rojstnem kraju Sarlatu vpeti v teoretski okvir, ki prevzema značilnosti teorije učenja s posnemanjem. Na pogostost kaznivih dejanj, ki so si po načinu izvršitve podobna, vpliva težnja posameznikov, da posnemajo oziroma imitirajo obnašanje maloštevilnih inovatorjev nekega novega odklonskega vzorca obnašanja. Nasploh je posnemanje za Tarda glavni element družbenih odnosov.
Tarde uporablja trodelno tipologijo imitacije, ki jo primerja s koncentričnimi valovi v mirni vodi, ki jih napravimo, kadar sunkoma vržemo pest kamenja vodo. Če vzamemo za primer en val, ki predstavlja inovacijo (1), ki so jo zmožni zgolj maloštevilni posamezniki. Ti imajo nekatere biološke predispozicije, kot je nadarjenost, še pomembnejši vpliv pa predstavlja družbeno okolje, ki je do inovacij tolerantno in jih spodbuja. Večina ljudi ni inovativnih in le posnemajo kar vidijo pri inovativnejši manjšini. Posnemovalcem je vsekakor prihranjen intelektualni napor, zato pogosto delujejo pod sugestijo inovativnih voditeljev, kar velja tudi za politiko v primeru vpliva, ki ga ima politični voditelj na vodeno množico.
Inovacija se širi v obliki koncentričnih krogov vedno širše, kar predstavlja imitacijo (2), dokler ne zadane sosednjega vala, ki predstavlja opozicijo (3), mejo, ki "uduši" neomejeno širjenje posnemanja. Opozicija so prejšnja že uveljavljena prepričanja posameznika, ki sprejema inovacijo le do neke meje in jo adaptira k že uveljavljenim vzorcem vedênja. Proces se nikakor ne zaključi s končno adaptacijo, temveč gre za nenehen progresiven proces, po katerem vsaka adaptacija vsebuje káli za nove inovativne spremembe. V slednjem je opazen vpliv Heglove filozofije na Tarda.

## Vplivi
Družba kot celota za Tarda ni nič drugega kot vsota posameznikov, ki s posnemanjem delujejo drug na drugega. Za razliko od Durkheima je pri posameznikih upošteval tudi biološke danosti, vendar je zavračal Lombrosova deterministična posploševanja iz telesnih značilnosti. Tarde na sociologijo tako ni imel večjega vpliva, vsaj ne, kar zadeva nadaljnji razvoj sociologije na evropski celini. Njegovo imitacijsko psihologijo med množico in vodjem je nadalje razvil francoski socialni psiholog Gustave Le Bon (1841–1931), vendar z bolj pesimističnim poudarkom. Večji odmev je imela Tardova individualno psihološka teorija v ZDA. Več kot pol stoletja kasneje je ameriški sociolog Everett Rogers z delom »Difuzija inovacij« (Diffusion of innovations, 1962) apliciral Tardove tipe imitacije na primeru uporabe novih tehnologij, medtem ko je romunsko-francoski sociolog Serge Moscovici v Franciji reafirmiral njegovo psihologijo množic.